# Friedrich Adam Hiller
Friedrich Adam Hiller (* Dezember 1767 in Leipzig; † 23. November 1812 in Königsberg) war ein deutscher Dirigent, Komponist, Sänger und Violinist.

## Leben
Hiller war der Sohn des Komponisten Johann Adam Hiller. Friedrich Adam Hiller wurde 1790 Theaterkapellmeister in Schwerin, 1796 in Altona und 1799 in Königsberg. Sein kompositorisches Werk umfasst eine Reihe von Singspielen und Opern, aber auch Streichquartette und Lieder.
Hiller war Freimaurer und Mitglied der Königsberger Loge Zum Todtenkopf.

## Werke
- La Biondetta, 1790
- Das Nixenreich, 1801
- Das Schmuckkästchen, 1804
- Gross ist der Herr, Hymne für 4 Solostimmen, Chor und Orchester, 1810[4]